# Quasi-Park Narodowy Niseko-Shakotan-Otaru Kaigan
Quasi-Park Narodowy Niseko-Shakotan-Otaru Kaigan (jap. ニセコ積丹小樽海岸国定公園 Niseko-Shakotan-Otaru Kaigan Kokutei-Kōen) – quasi-park narodowy na wyspie Hokkaido, w Japonii. 

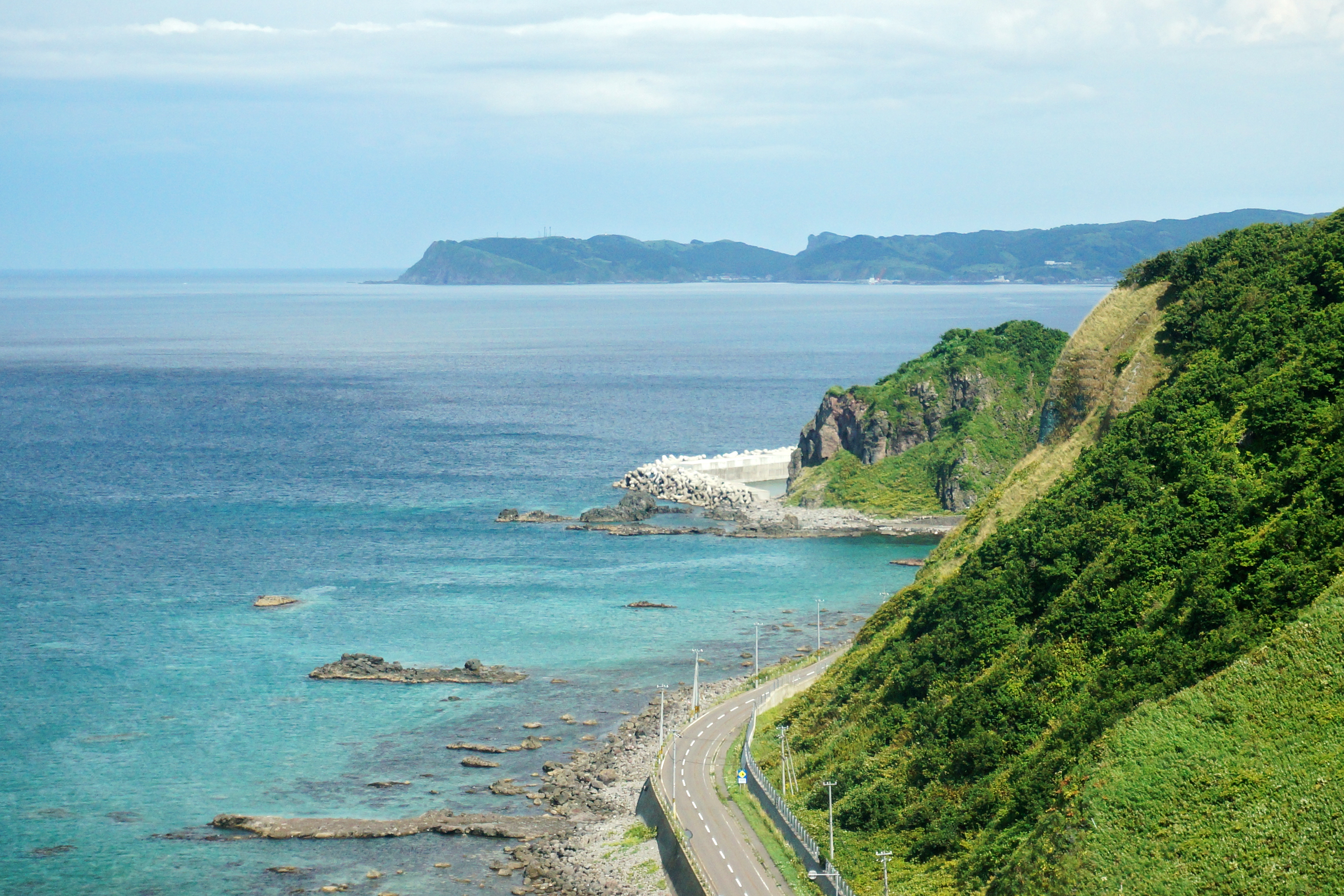
Przylądek Shakotan

Na wybrzeżu Morza Japońskiego została utworzona strefa ochronna obejmująca zachodnie i północne wybrzeża półwyspu Shakotan od Kamoenai do Otaru. Park chroni również teren wokół góry Raiden i grupy wulkanicznej Niseko.
Według danych Światowej Bazy Obszarów Chronionych, ten park chroni następujące gatunki:
- Prunus Sargenta, gatunek wiśniowego drzewa
- Carcinactis ichikawai, gatunek morskiego anemonu
- Carcharodon carcharias, gatunek rekinów
- Aptocyclus ventricosus, gatunek taszy
- Tenuis Haliclyctus, gatunek meduz
- Finella sp., gatunek mięczaków